# InfraServ Gendorf
InfraServ GmbH & Co Gendorf KG (ISG) ist ein 1997 gegründeter Industriedienstleister und Standortbetreiber des Chemieparks Gendorf in Burgkirchen an der Alz. Das Unternehmen erbringt Leistungen in den Bereichen Ver- und Entsorgung, Instandhaltung, Infrastruktur, Umwelt, Sicherheit, Engineering, Logistik, IT und Bildung. InfraServ Gendorf beschäftigt rund 1.100 Mitarbeiter, darunter ca. 50 Auszubildende. Etwa 50 IT-Berufsfachschüler und weitere 160 Auszubildende werden zusätzlich im Auftrag von Standortgesellschaften und externen Unternehmen in der eigenen Berufsfachschule sowie im eigenen Bildungszentrum ausgebildet.
InfraServ GmbH & Co. Gendorf KG und ist ein Gründungsmitglied der Initiative ChemDelta Bavaria und des Vereins Naturnahe Alz e V.

## Geschichte
Im Rahmen der Umstrukturierung des Hoechst-Konzerns wurde 1997 die InfraServ GmbH & Co Gendorf KG als Betreibergesellschaft gegründet, um in dem im Jahr darauf zu einem Chemiepark umgewandelten Werk Gendorf Infrastrukturservices und industrielle Dienstleistungen zu erbringen.
Nach der Umstrukturierung etablierte sich InfraServ Gendorf als unabhängiger Standortbetreiber und Industriedienstleister für die Chemie- und Prozessindustrie.
Die InfraServ Gendorf veranstaltet den „Gendorfer Science Slam“, der mit rund 700 Besuchern zu den größten „Science Slams“ in Bayern zählt.

## Gesellschaftsstruktur
Komplementär:
- Infraserv Verwaltungs GmbH, Frankfurt am Main, eine Tochtergesellschaft der Celanese GmbH

Kommanditisten:
- Clariant Produkte (Deutschland) GmbH
- Celanese Services Germany GmbH
- Westlake Vinnolit GmbH & Co. KG

Unternehmensbeteiligungen:
- InfraServ Gendorf Technik GmbH, 100 %
- BIT Bildungsakademie Inn-Salzach Technologiezentrum Gendorf GmbH, 100 %
- InfraServ Bayernwerk Gendorf GmbH (Kraftwerksbetreiber), 50 % (50 % E.ON)
- InfraServ Gendorf Netze GmbH, 100 %